# Český Dub
Český Dub (in tedesco Bömisch Aicha) è una città della Repubblica Ceca facente parte del distretto di Liberec, nella regione omonima.